# Joseph Guillotin
Joseph-Ignace Guillotin, född 28 maj 1738 i Saintes, Charente-Maritime, död 26 mars 1814 i Paris, var en fransk läkare, politiker och professor i anatomi. Guillotin uppfann inte men har gett namn åt giljotinen.
Guillotin studerade teologi i Bordeaux och sedan medicin i Paris. Han började snart intressera sig för politik och ställde sig på borgarnas sida. Under franska revolutionen var han  medlem av konstituerande nationalförsamlingen och blev ivrig förkämpe för sanitära förbättringar och jämställdhet. Han föreslog att dödsstraffet skulle vara lika för alla och nationalförsamlingen beslöt att avrättningar skulle verkställas genom halshuggning "förmedelst en enkel maskin". Ett tidigare brukat sådant redskap användes därefter och benämndes efter honom guillotine.
Hans jämställdhetsidéer gjorde att han blev betraktad som en samhällsfarlig person men undgick vid Maximilien de Robespierres fall 1794 att själv bli avrättad. Han övergav sedan sin politiska bana och återgick till läkaryrket.
Doktor Guillotin avled 1814 av en böld på axeln och vilar i dag på begravningsplatsen Père-Lachaise i Paris tillsammans med många andra berömdheter.